# Reserva Natural Serra das Almas

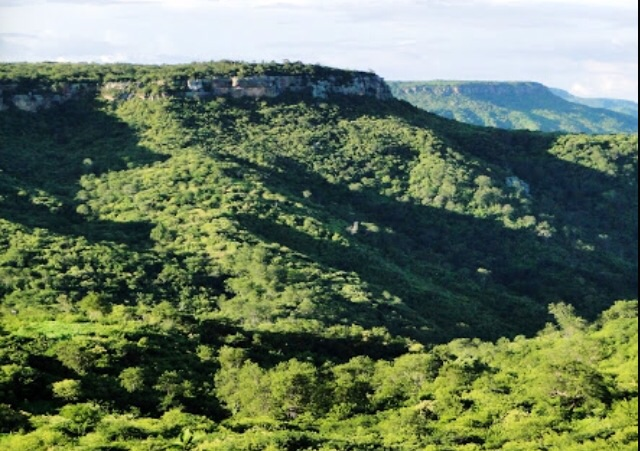
Serra das Almas

A Reserva Natural Serra das Almas é uma reserva ambiental localizada no Sertão dos Inhamuns, entre os estados do Ceará e do Piauí, Brasil.
Sua área está distribuída nos territórios de Crateús (Ceará) e Buriti dos Montes (Piauí) e servem de resguardo a três nascentes e espécies ameaçadas de extinção. A Reserva Natural Serra das Almas. A sede da reserva fica a 50 km da cidade de Crateús e o percurso é para chegar até lá leva cerca de 1h20min. 
Criada no dia 8 de setembro de 2000, a Reserva Particular de Patrimônio Natural Serra das Almas (RPPN) é reconhecida pela UNESCO como Posto Avançado da Reserva da Biosfera. É abrigo de uma amostra significativa da flora e fauna da Caatinga, único bioma exclusivamente brasileiro. São de 5.845 hectares de área – em fase de ampliação.
Na Reserva Natural Serra das Almas tem atrativos tanto para quem vem passear como para pesquisadores. São dois espaços para atividades e alojamento: Na parte alta, o Centro de Interpretação Ambiental Professora Maria Angélica Figueiredo (sede), com capacidade de hospedar até 28 pessoas, refeitório, laboratório, Recanto da Fauna, com exposição de réplicas de animais em tamanho real, Espaço Caatinga e saída para trilhas. Toda a estrutura alimentada por energia solar. Na parte baixa, o Centro Ecológico Samuel Johnson, com alojamento para 20 pessoas, refeitório, laboratório, auditório, torre de observação, viveiros de produção de mudas nativas, meliponário e trilhas ecológicas. O centro também funciona como Centro de Difusão Ambiental, com espaço para exposição das tecnologias sustentáveis e de realização de cursos e palestras.
Manejada como uma unidade de conservação de proteção integral da categoria ‘parque’, a Reserva Natural Serra das Almas está aberta a realização de pesquisas científicas, de proteção, pesquisa, visitação, educação ambiental e apoio as comunidades do entorno. Assim, a visitação pode ser escolar, turística ou científica. E o agendamento deve ser feito com no mínimo quatro dias de antecedência pelos contatos: (88) 3691 8671.

## Trilhas[4]
- Trilha das Arapucas — Arapuca é uma das seis trilhas da Reserva Natural Serra das Almas. O nome é uma referência ao formato do relevo na encosta do Planalto da Ibiapaba, que se assemelha a uma armadilha de captura de pássaros. Esse percurso tem 6km de extensão e atravessa belíssimos fragmentos de Mata Seca nos pontos de maior altitude da reserva, que podem chegar até 740m. No final do caminho, dois mirantes proporcionam vista panorâmica para o Sertão de Crateús.[5]
- Trilha do Lajeiro — a trilha do Lajeiro possui uma extensão de 1,2km e, por essa rota, se atravessa uma pequena ponte de madeira sobre o riacho Melancias, passando por uma surpreendente zona de transição entre a Caatinga arbórea e o carrasco. O caminho leva até uma exótica formação rochosa chamada de lajeiro, um ambiente muito rico em cactáceas e bromeliáceas, plantas símbolo da Caatinga e do Nordeste, como o mandacaru, xique-xique, macambira e a coroa-de-frade.
- Trilha dos Macacos — Com 2 km de extensão, a Trilha dos Macacos atravessa uma ponte de madeira suspensa e percorre uma grande parte do vale do riacho Melancias, área com exuberante mata ciliar de árvores de grande porte, como o jatobá e a gameleira, vegetação que garante sombra por quase toda a trilha. No trajeto há também um mirante com vista privilegiada para o vale do riacho Melancias e sertão de Crateús.  No final do percurso o visitante ainda encontra uma pequena cascata e uma casa de farinha artesanal desativada, lugar muito agradável para fazer um piquenique.[6]
- Trilha da Encosta — a trilha da Encosta inicia-se a partir do Centro Ecológico Samuel Johnson e segue com escalada pela encosta do Planalto da Ibiapaba por uma extensão de 8km, quando a rota converge para a trilha das Arapucas. O percurso atravessa uma exuberante floresta de Caatinga arbórea com espécies típicas do sertão nordestino. Mas é preciso atenção ao condicionamento físico ao buscar a trilha da Encosta, pois a rota segue subindo pela encosta da serra que é bastante íngreme.
- Trilha do açude — com 500m de extensão, a Trilha do Açude é a menor da Reserva Natural Serra das Almas. O percurso se inicia no Centro Ecológico Samuel Johnson e segue até o único açude da Reserva, uma represa encoberta por plantas aquáticas onde é possível observar uma grande diversidade de aves em períodos de cheia.
- Trilha da Gameleira — passando pela região que compreende a Mata Seca, a Trilha da Gameleira tem quase 16 km de extensão, e é quase toda plana, podendo o percurso ser realizado tanto a pé como de bicicleta. A rota passa pela trilha de areia e pela casa de farinha e torna-se mais íngreme no finalzinho, quando dá acesso a maior árvore da reserva, uma frondosa gameleira com 30m de altura.[7]

## Fauna e flora[8]
- Fauna — 45 espécies de mamíferos, 237 de aves, 45 de répteis e 33 de anfíbios é a estimativa do último levantamento realizado na Reserva Natural Serra das Almas. A nossa unidade de conservação é abrigo de muitas espécies de animais, inclusive algumas ameaçadas de extinção. Durante o passeio nas trilhas, é possível encontrar vários desses bichinhos, como os simpáticos soins, os macacos-prego, ou o cancão, uma ave que anda em bandos, dentre várias outras que podem ser observadas e contempladas no seu habitat natural.[9]
- Flora — Até o momento, já foram registradas 323 espécies de plantas na Reserva Natural Serra das Almas. Elas estão distribuídas entre as variações de caatinga que existem na área, como a caatinga arbórea, com árvores que chegam a alcançar até 20m de altura, o carrasco, que compreende a vegetação de arbustos finos e emaranhados, a ainda a mata seca, um tipo de floresta alta que ocorre no topo das serras. Em alguns trechos, há vegetações de primeira natureza, o que significa que nunca foram devastadas.[10]